# Fausto Raciti
Fausto Raciti (Ragusa, 8 marzo 1984) è un politico italiano, deputato per il Partito Democratico dal 2013 al 2022.
È stato l'ultimo segretario nazionale della Sinistra giovanile nel 2007 e il primo dei Giovani Democratici dal 2008 al 2014, nonché segretario regionale del PD Sicilia dal 2014 al 2018.

## Biografia
Nasce l'8 marzo 1984 a Ragusa, ma cresce ad Acireale, dove vive con la sua famiglia e dove inizia la sua formazione politica, iscrivendosi alla Sinistra Giovanile (SG), l'organizzazione che riuniva i giovani aderenti ai Democratici di Sinistra.
Divenuto segretario della Sinistra giovanile ad Acireale nel 2003, diventa poi portavoce nazionale di "Studenti di Sinistra" nel 2004. Nel corso del IV Congresso nazionale di SG tra il 2 e il 4 marzo 2007, viene eletto segretario della Sinistra giovanile, organizzazione dei DS con l'89% dei voti favorevoli, raccogliendo il testimone dal trentaduenne umbro Stefano Fancelli, segretario dal 2002. È il primo segretario meridionale dell'organizzazione, pur non essendo mai stato membro dell'esecutivo nazionale.
Il 21 novembre del 2008 è eletto attraverso le primarie segretario nazionale dei Giovani Democratici, l'organizzazione giovanile del Partito Democratico, con il 77% delle preferenze, pari a 93.686 voti.
Il 24 marzo 2012, a seguito del primo congresso nazionale, viene riconfermato segretario dei Giovani Democratici con l'83,2% delle preferenze, contro il candidato della cosiddetta "tesi alternativa" Brando Benifei.
Dopo essere stato inserito nel listino del segretario Pier Luigi Bersani, alle elezioni politiche del 2013 viene candidato ed eletto alla Camera dei deputati in quinta posizione nella lista PD nella circoscrizione Sicilia 2.
Il 5 giugno 2013 viene scelto come Responsabile nazionale per i Giovani del Partito Democratico nella nuova Segreteria nazionale dal segretario reggente Guglielmo Epifani. Vicino politicamente alla corrente dei "Giovani Turchi" che appoggiava l'ex leader democratico Pier Luigi Bersani.
In seguito alle elezioni primarie per la segreteria regionale viene eletto segretario regionale del PD in Sicilia il 6 febbraio 2014. Contestualmente si dimette da segretario dei Giovani Democratici. Resta in carica fino al 2018, quando gli succede Davide Faraone all’esito di primarie che lo vedono unico candidato dopo il ritiro di Teresa Piccione.
Alle elezioni politiche del 2018 viene rieletto deputato alla Camera.
Conclude il proprio mandato parlamentare nel 2022.